# Samum
Samum (en francès simoun) és un vent càlid del desert que va acompanyat de turbulències d'arena provocades per depressions mòbils. El simoun dura menys que el khasim però té pitjors efectes. La seva durada no sobrepassa generalment el quart d'hora o vint minuts. Ve del sud-est. A l'Àfrica del Nord aquestos vents calents són anomenats kebli o sharki segons del costat que venen i poques vegades s'utilitza el nom samum.